# Taxe sur les boissons énergisantes
Lire en ligne

Lire sur Légifrance

La taxe sur les boissons énergisantes (dite taxe Redbull ou taxe caféine) est une taxe française en œuvre entre 2013 et 2016.

## Historique

### Première tentative en 2012
Une première taxe sur les boissons énergisantes est adoptée lors de l'examen du projet de loi de financement de la Sécurité sociale pour l'année 2013. L'article 25 prévoit un droit d'accise de 50 euros par hectolitre pour les fabricants et importateurs de boissons consistant en un mélange d'ingrédients et contenant un seuil minimal de 220 milligrammes de caféine pour 1 000 millilitres ou un seuil minimal de 300 milligrammes de taurine pour 1 000 millilitres.

Saisi d'un recours par des parlementaires UMP, le Conseil constitutionnel censure la taxe,,, jugeant qu'en : 

« instituant cette contribution spécifique le législateur a entendu limiter la consommation de "boissons énergisantes" riches en caféine ou en taurine qui, mélangées à de l'alcool, auraient des conséquences néfastes sur la santé des consommateurs, en particulier des plus jeunes ; qu'en taxant des boissons ne contenant pas d'alcool à des fins de lutte contre la consommation alcoolique des jeunes, le législateur a établi une imposition qui n'est pas fondée sur des critères objectifs et rationnels en rapport avec l'objectif poursuivi »

### Deuxième tentative en 2013
Un an plus tard une taxe similaire est adoptée sur la base des travaux de l'Agence nationale de sécurité sanitaire de l'alimentation, de l'environnement et du travail (ANSES) signalant des effets indésirables - accidents cardiaques ou troubles neuropsychiques - liés à la consommation de ces boissons. Codifiée à l'article 1613 bis A du code général des impôts, la taxe qui vise les boissons dites énergisantes et dépassant un seuil minimal de 220 milligrammes de caféine pour 1000 millilitres est de 100 euros par hectolitre. Lors de l'examen du projet de loi de financement de la Sécurité sociale pour 2014, les députés adoptent l'amendement surnommé « taxe Red Bull » du rapporteur de la commission des Affaires sociales Gérard Bapt.
Le 19 septembre 2014, le Conseil constitutionnel censure à nouveau ce projet taxe. Il était cette fois-ci saisi par Red Bull d'une question prioritaire de constitutionnalité (QPC). Le Conseil constitutionnel estime qu'il y a une différence de traitement entre les boissons qualifiées d'énergisantes et d'autres boissons disposant d'un même taux de caféine qui ne seraient pas soumises à cette nouvelle taxe. Cela est contraire au principe d'égalité devant l'impôt. Cette censure partielle supprime la référence aux boissons énergisantes et étend la taxe à l'ensemble des boissons dépassant le seuil de caféine.

La censure s'applique à partir du 1er janvier 2015 « afin de permettre au législateur de tirer les conséquences de la déclaration d'inconstitutionnalité ». Les fabricants de boissons énergisantes se sont adaptés à la taxe en modifiant la composition de leurs produits. Par contre, des boissons non visés par le législateur se sont retrouvées fortement taxées comme le café latte. La mission d'information sur la taxation des produits agroalimentaires, présidée par Razzy Hammadi considère que : 

« cette situation n'est satisfaisante ni du point de vue de la santé publique, ni bien sûr du point de vue des finances publiques et de notre organisation administrative. Ainsi, cette taxe ne frappe pas les produits qu'elle entendait "cibler" mais, à l'inverse, pèse lourdement sur des produits qu'elle ne visait pas et qui ne soulèvent pas les mêmes problématiques sanitaires »

La mission préconise la suppression de la taxe tout en surveillant l'évolution de la composition des boissons énergisantes.

### Taxe supprimée en 2017
Finalement fin 2016, le législateur décide de ne pas retravailler le texte. À l'initiative du député Razzy Hammadi, la commission des Finances, puis l'Assemblée en séance publique ont supprimé la taxe contre l'avis du gouvernement,. Pour Razzy Hammadi : 

« le législateur a décidé d'instaurer une taxe sur les boissons énergisantes, et il a eu raison de le faire, car ces boissons ne sont pas saines […] L'un des critères pris en compte par cette fiscalité était une teneur en caféine supérieure aux besoins – 220 milligrammes – dans une boisson qui n'était pas du café. Or, dans les années qui ont suivi, tous les fabricants de boissons énergisantes ont réduit la teneur en caféine de celles-ci, pour la porter au-dessous de 220 milligrammes, de telle sorte que nous avons taxé les cafés à emporter, ce qui n'était pas l'objectif du législateur, et tout cela pour un rendement inférieur à 3 millions d'euros. »

Le secrétaire d'État au Budget, Christian Eckert, rappelle également que la taxe « qui visait à changer les comportements [...] a été efficace » tout en mettant en garde que « si nous la supprimions, réapparaissent des produits présentant des teneurs en caféine supérieures au raisonnable ».
L'article 83 de la loi de finances pour 2017 abroge la taxe à compter du 1er janvier 2017.

## Caractéristiques

### Redevables
La taxe prévoit un prélèvement d'un euro par litre pour les boissons contenant plus de 220 milligrammes de caféine par litre.

### Bénéficiaire
Le produit de la taxe est affecté à la Caisse nationale de l'assurance maladie (CNAMTS). Les prévisions initiales du gouvernement faisaient état d'un produit de 60 millions d'euros par an. Mais le changement de recettes de la part des fabricants diminua très sensiblement son rendement. La taxe n'ayant rapporté que 3 millions d'euros en 2014.
En tant que taxe comportementale, elle n'a pas été créée pour rapporter de l'argent mais pour changer les comportements des consommateurs et des fabricants. Ce qui amena Gérard Bapt à déclarer « C'est un échec sur le plan de la rentabilité financière, mais un succès pour la santé publique ».
Bien qu'abrogée, l'annexe voies et moyens au projet de loi de finances pour 2020 comporte un produit pour les années 2018 à 2020.
| Année        | 2014 | 2015 | 2016 | 2017 |
| ------------ | ---- | ---- | ---- | ---- |
| Produit (M€) | 3    | 4    | 2    | 0    |